# العلاقات الإماراتية المكسيكية
العلاقات الإماراتية المكسيكية هي العلاقات الثنائية التي تجمع بين الإمارات العربية المتحدة والمكسيك.

## مقارنة بين البلدين
هذه مقارنة عامة ومرجعية للدولتين:
| وجه المقارنة                                              | الإمارات العربية المتحدة | المكسيك                                                                               |
| --------------------------------------------------------- | ------------------------ | ------------------------------------------------------------------------------------- |
| المساحة (كم2)                                             | 83.60 ألف                | 1.97 مليون                                                                            |
| عدد السكان (نسمة)                                         | 9.40 مليون               | 130.53 مليون                                                                          |
| الكثافة السكانية (ن./كم²)                                 | 112.44                   | 66.26                                                                                 |
| العاصمة                                                   | أبو ظبي                  | مدينة مكسيكو                                                                          |
| اللغة الرسمية                                             | اللغة العربية            | اللغة الإسبانية                                                                       |
| العملة                                                    | درهم إماراتي             | بيزو مكسيكي                                                                           |
| الناتج المحلي الإجمالي (بليون دولار)                      | 382.58 مليار             | 1.15 تريليون                                                                          |
| الناتج المحلي الإجمالي (تعادل القوة الشرائية) بليون دولار | 640.72 مليار             | 2.16 تريليون                                                                          |
| الناتج المحلي الإجمالي الاسمي للفرد دولار أمريكي          | 40.44 ألف                | 9.01 ألف                                                                              |
| الناتج المحلي الإجمالي للفرد دولار أمريكي                 | 67.67 ألف                | 17.32 ألف                                                                             |
| مؤشر التنمية البشرية                                      | 0.835                    | 0.756                                                                                 |
| رمز المكالمات الدولي                                      | +971                     | +52                                                                                   |
| رمز الإنترنت                                              | .ae، .امارات             | .mx                                                                                   |
| المنطقة الزمنية                                           | ت ع م+04:00              | منطقة زمنية وسطى، المنطقة الزمنية الجبلية، زمن منطقة المحيط الهادئ، منطقة زمنية شرقية |

## مدن متوأمة
في ما يلي قائمة باتفاقيات التوأمة بين مدن إماراتية ومكسيكية:
- ترتبط دبي مع مونتيري باتفاقية توأمة منذ 2009.[14][14][14][14]

## منظمات دولية مشتركة
يشترك البلدان في عضوية مجموعة من المنظمات الدولية، منها:
| علم المنظمة | اسم المنظمة                        | تاريخ انضمام الإمارات العربية المتحدة | تاريخ انضمام المكسيك |
| ----------- | ---------------------------------- | ------------------------------------- | -------------------- |
|             | مؤسسة التنمية الدولية              | 23 ديسمبر 1981                        | 24 أبريل 1961        |
|             | يونسكو                             | 20 أبريل 1972                         | 4 نوفمبر 1946        |
|             | وكالة ضمان الاستثمار متعدد الأطراف | 20 أكتوبر 1993                        | 1 يوليو 2009         |
|             | الأمم المتحدة                      | 9 ديسمبر 1971                         | 7 نوفمبر 1945        |
|             | الفريق المعني برصد الأرض           | ?                                     | ?                    |
|             | الاتحاد البريدي العالمي            | ?                                     | ?                    |
|             | البنك الدولي للإنشاء والتعمير      | 22 سبتمبر 1972                        | 31 ديسمبر 1945       |
|             | المنظمة الهيدروغرافية الدولية      | ?                                     | ?                    |
|             | الاتحاد الدولي للاتصالات           | 27 يونيو 1972                         | 1 يوليو 1908         |
|             | منظمة حظر الأسلحة الكيميائية       | ?                                     | ?                    |
|             | مؤسسة التمويل الدولية              | 30 سبتمبر 1977                        | 20 يوليو 1956        |
|             | منظمة التجارة العالمية             | ?                                     | 1995                 |
|             | منظمة الشرطة الجنائية الدولية      | ?                                     | ?                    |

## وصلات خارجية
- موقع وزارة الخارجية الإماراتية
- موقع وزارة الخارجية المكسيكية